# لوكاس أمان
لوكاس أمان (بالألمانية: Lukas Ammann)‏ هو راقص وفنان ملاهي ‏ ومخرج وممثل سويسري، ولد في 29 سبتمبر 1912 ببازل في سويسرا، وتوفي في 3 مايو 2017 بميونخ في ألمانيا. بدأ مشواره المهني سنة 1939.

## وصلات خارجية
- لوكاس أمان على موقع IMDb (الإنجليزية)
- لوكاس أمان على موقع ألو سيني (الفرنسية)
- لوكاس أمان على موقع قاعدة بيانات الأفلام السويدية (السويدية)
- لوكاس أمان على موقع ديسكوغز (الإنجليزية)
- لوكاس أمان على موقع قاعدة بيانات الفيلم (الإنجليزية)
- لوكاس أمان على موقع كينوبويسك (الروسية)